# Finland op de Olympische Zomerspelen 1972
Finland nam deel aan de Olympische Zomerspelen 1972 in München, West-Duitsland. Met acht medailles in totaal werd het hoogste aantal sinds 1956 behaald.

## Medailleoverzicht
| Sport            | Olympiër                                  | Onderdeel                | Medaille |
| ---------------- | ----------------------------------------- | ------------------------ | -------- |
| Atletiek         | Pekka Vasala                              | 1500m (m)                | Goud     |
| Atletiek         | Lasse Virén                               | 5000m (m)                | Goud     |
| Atletiek         | Lasse Virén                               | 10000m (m)               | Goud     |
| Boksen           | Reima Virtanen                            | -75kg (m)                | Zilver   |
| Atletiek         | Tapio Kantanen                            | 3000m steeplechase (m)   | Brons    |
| Boogschieten     | Kyösti Laasonen                           | individueel (m)          | Brons    |
| Moderne vijfkamp | Ristó Hurme Veikko Salminen Martti Ketelä | team (m)                 | Brons    |
| Worstelen        | Risto Björlin                             | -57kg Grieks-Romeins (m) | Brons    |

## Deelnemers en resultaten

### Atletiek
| Olympiër                                                      | Onderdeel                | Resultaat | Prestatie                                                                                            |
| ------------------------------------------------------------- | ------------------------ | --------- | --- |
| Erik Gustafsson                                               | 100m (m)                 | 36e       | serie 7: 3de in 10,68 kwartfinale 2: 6de in 10,78                                                    |
| Antti Rajamäki                                                | 100m (m)                 | 18e       | serie 10: 4de in 10,52 kwartfinale 4: 5de in 10,43                                                   |
| Raimo Vilén                                                   | 100m (m)                 | 73e       | serie 8: 6de in 11,00                                                                                |
| Markku Juhola                                                 | 200m (m)                 | 30e       | serie 4: 2de in 20,98 kwartfinale 2: 7de in 21,19                                                    |
| Markku Kukkoaho                                               | 040m (m)                 | 6e        | serie 9: 1ste in 46,05 kwartfinale 3: 3de in 46,11 halve finale 2: 4de in 46,02 finale: 6de in 45,49 |
| Pekka Paivarinta                                              | 1500m (m)                | 18e       | serie 3: 4de in 3.44,4 halve finale 1: 8ste in 3.45,1                                                |
| Pekka Vasala                                                  | 1500m (m)                | Goud      | serie 6: 1ste in 3.40,9 halve finale 2: 2de in 3.37,9 finale: 1ste in 3.36,3                         |
| Tapio Kantanen                                                | 5000m (m)                | 17e       | serie 3: 6de in 13.42,0                                                                              |
| Juha Väätäinen                                                | 5000m (m)                | 13e       | serie 4: 1ste in 13.32,8 finale: 13de in 13.53,8                                                     |
| Lasse Virén                                                   | 5000m (m)                | Goud      | serie 5: 1ste in 13.38,4 finale: 1ste in 13.26,4                                                     |
| Juha Väätäinen                                                | 10000m (m)               | DNS       | serie 2: niet gestart                                                                                |
| Lasse Virén                                                   | 10000m (m)               | Goud      | serie 1: 4de in 28.04,41 finale: 1ste in 27.38,35 (WR)                                               |
| Ari Salin                                                     | 400m horden (m)          | 17e       | serie 3: 4de in 50,45                                                                                |
| Mikko Ala-Leppilampi                                          | 3000m steeplechase (m)   | 10e       | serie 2: 2de in 8.31,8 finale: 10de in 8.41,0                                                        |
| Tapio Kantanen                                                | 3000m steeplechase (m)   | Brons     | serie 1: 1ste in 8.24,8 (OR) finale: 3de in 8.24,8                                                   |
| Pekka Päivärinta                                              | 3000m steeplechase (m)   | 8e        | serie 3: 1ste in 8.29,0 finale: 8ste in 8.37,2                                                       |
| Antti Rajamäki Raimo Vilén Erik Gustafsson Markku Juhola      | 4x100m (m)               | 10e       | serie 3: 3de in 39,54 halve finale 2: 5de in 39,30                                                   |
| Stig Lönnqvist Ari Salin Ossi Karttunen Markku Kukkoaho       | 4x400m (m)               | 6e        | serie 3: 2de in 3.02,97 finale: 6de in 3.01,12                                                       |
| Seppo Nikkari                                                 | marathon (m)             | 11e       | 2:18.49                                                                                              |
| Reino Paukkonen                                               | marathon (m)             | 19e       | 2:21.06                                                                                              |
| Pekka Tiihonen                                                | marathon (m)             | DNF       | niet gefinisht                                                                                       |
| Ari Väänänen                                                  | verspringen (m)          | 11e       | kwalificatie groep A: 6de met 7,90m finale: 11de met 7,62m                                           |
| Esa Rinne                                                     | hink-stap-springen (m)   | 17e       | kwalificatie groep A: 10de met 15,98m                                                                |
| Antti Kalliomäki                                              | polsstokhoogspringen (m) | DNF       | kwalificatie groep A: 1ste met 5,10m finale: geen geldige poging                                     |
| Bo Grahn                                                      | kogelstoten (m)          | 24e       | kwalificatie groep B: 14de met 18,20m                                                                |
| Seppo Simola                                                  | kogelstoten (m)          | 16e       | kwalificatie groep A: 6de met 19,49m finale: 16de met 19,06m                                         |
| Pentti Kahma                                                  | discuswerpen (m)         | 9e        | kwalificatie groep A: 1ste met 61,24m finale: 9de met 59,66m                                         |
| Jorma Rinne                                                   | discuswerpen (m)         | 11e       | kwalificatie groep B: 2de met 62,02m finale: 11de met 59,22m                                         |
| Jorma Kinnunen                                                | speerwerpen (m)          | 6e        | kwalificatie groep A: 4de met 80,10m finale: 6de met 82,08m                                          |
| Leo Pusa                                                      | speerwerpen (m)          | DNF       | kwalificatie groep B: geen geldige poging                                                            |
| Hannu Siitonen                                                | speerwerpen (m)          | 4e        | kwalificatie groep A: 2de met 81,80m finale: 4de met 84,32m                                          |
|                                                               |                          |           | |
| Tuula Rautanen                                                | 100m (v)                 | 34e       | serie 5: 6de in 11,89                                                                                |
| Pirjo Wilmi                                                   | 200m (v)                 | 18e       | serie 4: 4de in 24,16 kwartfinale 4: 5de in 23,68                                                    |
| Marika Eklund                                                 | 400m (v)                 | 25e       | serie 2: 3de in 53,81 kwartfinale 2: 6de in 53,50                                                    |
| Mona-Lisa Strandvall                                          | 400m (v)                 | 12e       | serie 3: 2de in 52,85 kwartfinale 4: 2de in 52,53 halve finale 1: 6de in 52,23                       |
| Sinikka Tyynelä                                               | 1500m (v)                | 21e       | serie 3: 7de in 4.21,40                                                                              |
| Marika Eklund Pirjo Wilmi Tuula Rautanen Mona-Lisa Strandvall | 4x400m (v)               | 7e        | serie 1: 4de in 3.30,8 finale: 7de in 3.29,4                                                         |

### Boksen
| Olympiër        | Onderdeel   | Resultaat | Prestatie |
| --------------- | ----------- | --------- | --- |
| Jouko Lindbergh | -57kg (m)   | 5e        | 1ste ronde: vrij 2de ronde: W van UGA Musoke: 5-0 3de ronde: W van ARG Ortiz kwartfinale: V van KEN Waruinge: 1-4                                                                   |
| Pentti Saarman  | -63,5kg (m) | 17e       | 1ste ronde: V van CUB Molina: technische knock-out |
| Mikko Saarinen  | -71kg (m)   | 9e        | 1ste ronde: vrij 2de ronde: W van KEN Attan: technische knock-out 3de ronde: V van GDR Tiepold: 0-5                                                                                 |
| Reima Virtanen  | -75kg (m)   | Zilver    | 1ste ronde: vrij 2de ronde: W van TAN Simba: 3-2 kwartfinale: W van POL Stachurski: technische knock-out halve finale: W van GHA Amartey: 3-2 finale: V van URS Lemesjev: knock-out |

### Boogschieten
| Olympiër        | Onderdeel       | Resultaat | Prestatie                                                                              |
| --------------- | --------------- | --------- | -------------------------------------------------------------------------------------- |
| Kyösti Laasonen | individueel (m) | Brons     | 1ste ronde: 6de met 1213 punten 2de ronde: 2de met 1254 punten totaal: 2467 punten     |
| Olavi Laurila   | individueel (m) | 20e       | 1ste ronde: 31ste met 1155 punten 2de ronde: 9de met 1217 punten totaal: 2372 punten   |
| Jorma Sandelin  | individueel (m) | 40e       | 1ste ronde: 37ste met 1142 punten 2de ronde: 45ste met 1136 punten totaal: 2278 punten |

### Gewichtheffen
| Olympiër           | Onderdeel   | Resultaat | Prestatie                                                                                |
| ------------------ | ----------- | --------- | ---------------------------------------------------------------------------------------- |
| Arvo Ala-Pöntiö    | -75kg (m)   | 13e       | drukken: 12de met 145kg trekken: 13de met 122,5kg stoten: 13de met 160kg totaal: 427,5kg |
| Juhani Avellan     | -82,5kg (m) | 8e        | drukken: 16de met 140kg trekken: 2de met 145kg stoten: 6de met 182,5kg totaal: 467,5kg   |
| Kaarlo Kangasniemi | -82,5kg (m) | 6e        | drukken: 9de met 150kg trekken: 2de met 145kg stoten: 3de met 185kg totaal: 475kg        |
| Jaakki Kailajärvi  | -90kg (m)   | 8e        | drukken: 13de met 150kg trekken: 2de met 150kg stoten: 6de met 187,5kg totaal: 487,5kg   |
| Aimo Nieminen      | -90kg (m)   | 12e       | drukken: 13de met 150kg trekken: 8ste met 140kg stoten: 15de met 170kg totaal: 460kg     |
| Taito Haara        | -110kg (m)  | DNF       | drukken: geen geldige poging                                                             |
| Kauko Kangasniemi  | -110kg (m)  | 7e        | drukken: 11de met 175kg trekken: 1ste met 165kg stoten: 7de met 197,5kg totaal: 527,5kg  |
| Kalevi Lahdenranta | +110kg (m)  | 7e        | drukken: 8ste met 190kg trekken: 3de met 165kg stoten: 7de met 200kg totaal: 555kg       |
| Jouko Leppä        | +110kg (m)  | 4e        | drukken: 4de met 205kg trekken: 6de met 157,5kg stoten: 4de met 210kg totaal: 582,5kg    |

### Judo
| Olympiër      | Onderdeel | Resultaat | Prestatie                                   |
| ------------- | --------- | --------- | ------------------------------------------- |
| Simo Akrenius | -80kg (m) | 21e       | 1ste ronde: vrij 2de ronde: V van GBR Jacks |

### Kanovaren
| Olympiër                                                    | Onderdeel     | Resultaat | Prestatie                                                                     |
| ----------------------------------------------------------- | ------------- | --------- | ----------------------------------------------------------------------------- |
| Ilkka Nummisto                                              | K-1 1000m (m) | 9e        | serie 2: 3de in 4.01,20 halve finale 3: 3de in 3.54,48 finale: 9de in 3.54,10 |
| Kari Markkanen Heikki Mäkelä Ilkka Nummisto Jorma Lehtosalo | K-4 1000m (m) | 7e        | serie 3: 3de in 3.26,90 halve finale 1: 2de in 3.11,15 finale: 7de in 3.16,92 |

### Moderne vijfkamp
| Olympiër                                  | Onderdeel       | Resultaat | Prestatie    |
| ----------------------------------------- | --------------- | --------- | ------------ |
| Ristó Hurme                               | individueel (m) | 8e        | 5094 punten  |
| Martti Ketelä                             | individueel (m) | 19e       | 4849 punten  |
| Veikko Salminen                           | individueel (m) | 17e       | 4852 punten  |
| Ristó Hurme Martti Ketelä Veikko Salminen | team (m)        | Brons     | 14812 punten |

### Roeien
| Olympiër                                    | Onderdeel    | Resultaat | Prestatie                                            |
| ------------------------------------------- | ------------ | --------- | ---------------------------------------------------- |
| Leo Ahonen Leif Andersson Antero Yli-Ikkelä | twee-met (m) | 14e       | serie 4: 4de in 8.06,56 herkansingen: 3de in 6.11,89 |

### Schermen
| Olympiër    | Onderdeel | Resultaat | Prestatie |
| ----------- | --------- | --------- | --------- |
| Risto Hurme | degen (m) | 24e       |           |

### Schietsport
| Olympiër         | Onderdeel               | Resultaat | Prestatie                             |
| ---------------- | ----------------------- | --------- | ------------------------------------- |
| Esa Kervinen     | 50m geweer 3 houdingen  | 29e       | 1134 punten: (395-358-381)            |
| Jaakko Minkkinen | 50m geweer 3 houdingen  | 32e       | 1132 punten: (392-361-379)            |
| Jaakko Asikainen | 50m geweer liggend      | 61e       | 589 punten: (98-98-99-98-98-98)       |
| Esa Kervinen     | 50m geweer liggend      | 80e       | 583 punten: (97-95-98-98-98-97)       |
| Osmo Ala-Honkola | 300m geweer 3 houdingen | 25e       | 1121 punten: (391-357-373)            |
| Jaakko Minkkinen | 300m geweer 3 houdingen | 6e        | 1146 punten: (396-364-386)            |
| Immo Huhtinen    | 50m pistool             | 26e       | 545 punten: (93-89-93-87-94-89)       |
| Seppo Irjala     | 50m pistool             | 19e       | 548 punten: (95-92-89-93-90-89)       |
| Immo Huhtinen    | 25m snelvuurpistool     | 13e       | 589 punten: (199-198-192)             |
| Seppo Mäkinen    | 25m snelvuurpistool     | 27e       | 582 punten: (199-197-186)             |
| Heikki Lindfors  | skeet                   | DNS       | niet gestart                          |
| Ari Westergård   | skeet                   | 12e       | 192 punten: (24-25-25-23-24-24-23-24) |
| Paavo Mikkonen   | 50m bewegend doel       | 23e       | 530 punten: (279-251)                 |
| Pekka Suomela    | 50m bewegend doel       | 14e       | 545 punten: (278-267)                 |

### Schoonspringen
| Olympiër        | Onderdeel     | Resultaat | Prestatie                          |
| --------------- | ------------- | --------- | ---------------------------------- |
| Pentti Koskinen | 3m plank (m)  | 15e       | voorronde: 15de met 336,99 punten  |
|                 |               |           |                                    |
| Laura Kivelä    | 3m plank (v)  | 24e       | voorronde: 24ste met 236,25 punten |
| Laura Kivelä    | 10m toren (v) | 24e       | voorronde: 22ste met 172,65 punten |

### Turnen
| Olympiër       | Onderdeel                | Resultaat | Prestatie                                                              |
| -------------- | ------------------------ | --------- | ---------------------------------------------------------------------- |
| Mauno Nissinen | meerkamp individueel (m) | 35e       | kwalificatie: 36ste met 107,85 punten finale: 35ste met 108,525 punten |

### Wielersport
| Olympiër                                                    | Onderdeel                     | Resultaat | Prestatie      |
| Baan                                                        | Baan                          | Baan      | Baan           |
| ----------------------------------------------------------- | ----------------------------- | --------- | -------------- |
| Raimo Suikkanen                                             | individuele achtervolging (m) | 19e       |                |
| Weg                                                         |                               |           |                |
| Harry Hannus                                                | wegwedstrijd (m)              | DNF       | niet gefinisht |
| Mauno Uusivirta                                             | wegwedstrijd (m)              | DNF       | niet gefinisht |
| Tapani Vuorenhela                                           | wegwedstrijd (m)              | DNF       | niet gefinisht |
| Ole Wackström                                               | wegwedstrijd (m)              | DNF       | niet gefinisht |
| Kalevi Eskelinen Harry Hannus Mauno Uusivirta Ole Wackström | ploegentijdrit (m)            | 19e       | 2:18.25,2      |

### Worstelen
| Olympiër          | Onderdeel   | Resultaat   | Prestatie |
| Vrije stijl       | Vrije stijl | Vrije stijl | Vrije stijl |
| ----------------- | ----------- | ----------- | --- |
| Jorma Liimatainen | -62kg (m)   | 11e         | 1ste ronde: W van HUN Szabo 2de ronde: V van BUL Krastev 3de ronde: V van TUR Akdag |
| Grieks-Romeins    |             |             | |
| Raimo Hirvonen    | -48kg (m)   | 4e          | 1ste ronde: W van GRE Ventas 2de ronde: W van JPN Ishida 3de ronde: V van MEX Olvera 4de ronde: vrij 5de ronde: V van IRI Aliabadi                                                        |
| Pertti Ukkola     | -52kg (m)   | 15e         | 1ste ronde: V van POL Michalik |
| Risto Björlin     | -57kg (m)   | Brons       | 1ste ronde: W van DEN Krogsgaard 2de ronde: W van USA Hazewinkel 3de ronde: W van KOR An 4de ronde: W van TCH Neckar 5de ronde: vrij 6de ronde: V van HUN Varga 7de ronde: V van FRG Veil |
| Martti Laakso     | -62kg (m)   | 7e          | 1ste ronde: W van GUA Hérnandez 2de ronde: W van PER Hurtado 3de ronde: V van JPN Fujimoto 4de ronde: V van BUL Markov 5de ronde: V van URS Megrelishvili                                 |
| Veikko Lavonen    | -68kg (m)   | 17e         | 1ste ronde: V van BUL Apostolov 2de ronde: V van GDR Göpfert |
| Eero Tapio        | -74kg (m)   | 9e          | 1ste ronde: W van SUI Blaser 2de ronde: W van FRA Robin 3de ronde: V van GDR Pohl 4de ronde: V van GRE Galaktopoulos                                                                      |
| Matti Laakso      | -82kg (m)   | 9e          | 1ste ronde: V van NOR Barlie 2de ronde: W van MGL Myagmarjav 3de ronde: V van TCH Janota                                                                                                  |
| Aimo Mäenpää      | -100kg (m)  | 11e         | 1ste ronde: V van NOR Hem 2de ronde: V van BUL Ignatov |
| Raimo Karlsson    | +100kg (m)  | 8e          | 1ste ronde: V van TCH Kment 2de ronde: V van FRG Dietrich |

### Zeilen
| Olympiër                                     | Onderdeel | Resultaat | Prestatie                       |
| -------------------------------------------- | --------- | --------- | ------------------------------- |
| Kim Weber                                    | finn      | 6e        | 85,7 punten: (4-29-4-24-18-3-5) |
| Peter Tallberg Johan Tallberg Arndt Norrgård | soling    | 12e       | 77,0 punten: (4-10-10-16-9-22)  |
| Kurt Nyman Antero Sotamaa Göran Schaumann    | dragon    | 8e        | 68,7 punten: (21-3-7-8-8-16)    |

### Zwemmen
| Olympiër | Onderdeel            | Resultaat | Prestatie               |
| -------- | -------------------- | --------- | ----------------------- |
| Eva Sigg | 200m vlinderslag (m) | 13e       | serie 4: 5de in 2.27,64 |
| Eva Sigg | 200m wisselslag (m)  | 34e       | serie 3: 6de in 2.33,61 |
| Eva Sigg | 400m wisselslag (m)  | 22e       | serie 2: 5de in 5.22,92 |

Afghanistan · Albanië · Algerije · Amerikaanse Maagdeneilanden · Argentinië · Australië · Bahama's · Barbados · België · Bermuda · Birma · Bolivia · Bondsrepubliek Duitsland · Brazilië · Brits-Honduras · Bulgarije · Canada · Ceylon · Chili · Colombia · Congo-Brazzaville · Costa Rica · Cuba · Dahomey · Denemarken · Dominicaanse Republiek · Duitse Democratische Republiek · Ecuador · Egypte · El Salvador · Ethiopië · Fiji · Filipijnen · Finland · Frankrijk · Gabon · Ghana · Griekenland · Groot-Brittannië · Guatemala · Guyana · Haïti · Hongarije · Hongkong · Ierland · IJsland · India · Indonesië · Iran · Israël · Italië · Ivoorkust · Jamaica · Japan · Joegoslavië · Kameroen · Kenia · Khmerrepubliek · Koeweit · Lesotho · Libanon · Liberia · Liechtenstein · Luxemburg · Madagaskar · Malawi · Maleisië · Mali · Malta · Marokko · Mexico · Monaco · Mongolië · Nederland · Nederlandse Antillen · Nepal · Nicaragua · Nieuw-Zeeland · Niger · Nigeria · Noord-Korea · Noorwegen · Oeganda · Oostenrijk · Opper-Volta · Pakistan · Panama · Paraguay · Peru · Polen · Portugal · Puerto Rico · Roemenië · San Marino · Saoedi-Arabië · Senegal · Singapore · Soedan · Somalië · Sovjet-Unie · Spanje · Suriname · Swaziland · Syrië · Taiwan · Tanzania · Thailand · Togo · Trinidad en Tobago · Tsjaad · Tsjecho-Slowakije · Tunesië · Turkije · Uruguay · Venezuela · Verenigde Staten · Vietnam · Zambia · Zuid-Korea · Zweden · Zwitserland